# Cronologia dos estilos arquitetónicos
Este anexo contém uma cronologia dos principais estilos arquitetónicos.

## De 1750 até hoje
- Os últimos 250 anos

## Do ano mil à atualidade
- Duração: 1 000 anos - Os últimos 250 anos estão detalhados acima.

## Do 6º milénio a.C. até hoje
- Duração: 8 000 anos - Os últimos 1 000 anos estão detalhados acima.

## Referencias
- Repères historiques
- Este artigo foi inicialmente traduzido, total ou parcialmente, do artigo da Wikipédia em inglês cujo título é «Timeline of architectural styles», especificamente desta versão.